# Torre de Caldarello

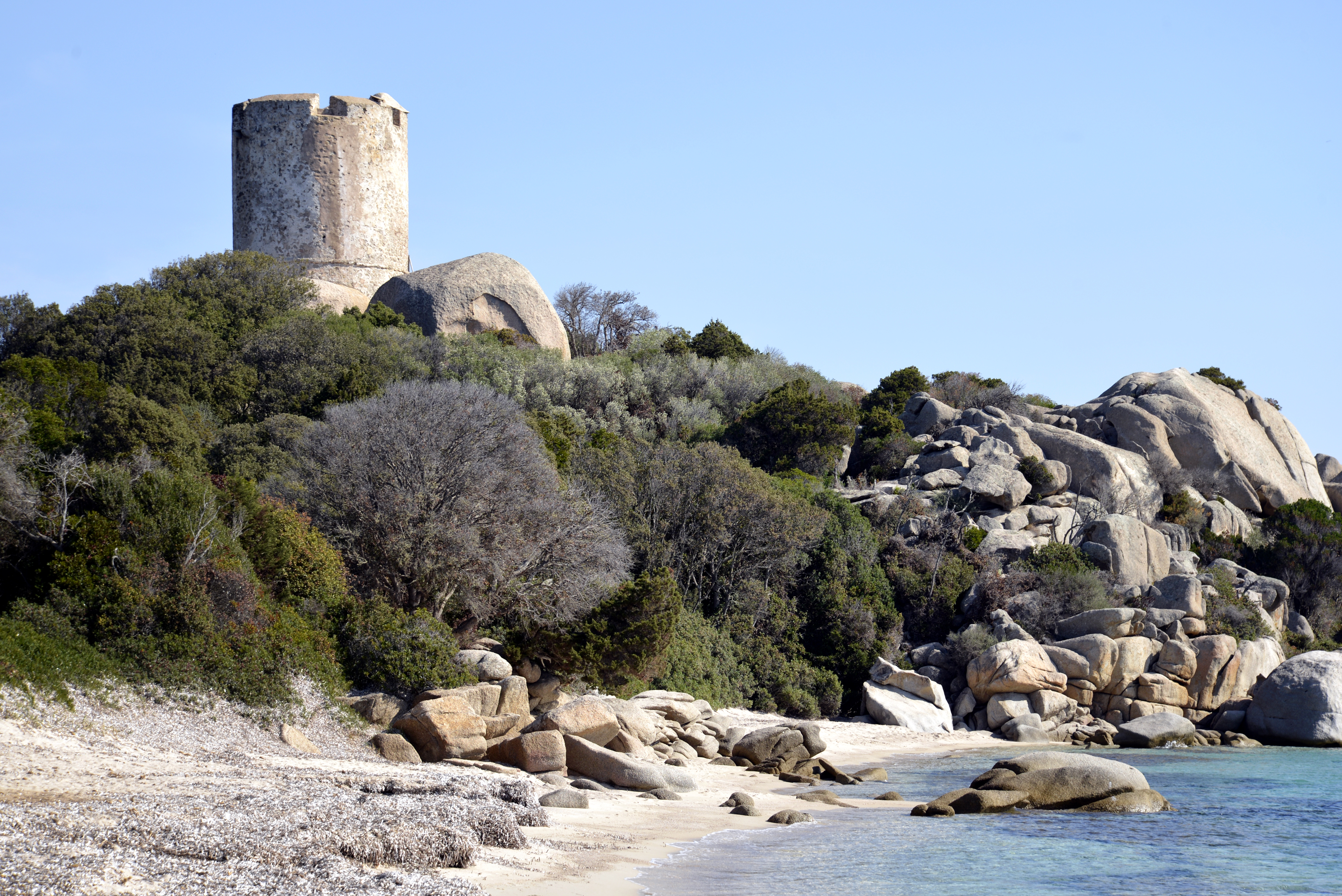
Vista de la torre des de la platja de Saint Jean

La Torre de Caldarello (en cors: Torra di Caldarellu), o Torre de Figari, és una torre genovesa situada sobre unes roques granítiques al mig de la costa occidental de la badia de Figari, al municipi de Pianottoli-Caldarello, a l'illa de Còrsega (França). Està declarada 'Monument historique'.
Construïda a finals del segle xvi, per a la vigilància de la pesca del corall, va tenir un paper estratègic a principis del segle xviii com a avançada de la ciutadella de Bonifacio.
De planta circular, construïda amb granit, consta de 2 plantes i terrassa amb merlets en espitllera.